# Miholjsko
Miholjsko is een plaats in de gemeente Vojnić in de Kroatische provincie Karlovac. De plaats telt 92 inwoners (2001).